# Степаничева Ксенія Вікторівна
Ксенія Вікторівна Степаничева — російський драматург, сценарист.
Ксенія Степаничева народилася в Саратові 4 листопада 1978 в сім'ї військовослужбовця. Разом з сім'єю жила в гарнізонах в НДР, в Україні, в Заполяр'ї.
Автор п'єс «2 × 2 = 5», «Приватне життя», «Рожевий бантик», «Мустафа», «Божественна піна», «Козачі оповіді», «Дні Перемоги».
П'єса «2 × 2 = 5» Ксенії Степаничевой була поставлена в 2005 році в Саратовському академічному театрі драми (режисер Григорій Аредаков, сценографія Юрій Намісників), в 2007 році в Московському театрі «Школа сучасної п'єси» (режисери Ольга Гусілетова і Альберт Філозов), в театрі-студії «ЮZ» (Донецьк), в 2007 році в театрі «У Університетській гаю» (Томськ). Дитяча п'єса «Рожевий бантик» поставлена в Центрі освіти № 1408 (Москва).
У 2009 році режисер Станіслав Говорухін приступив до зйомок за сценарієм Ксенії Степаничевой фільму з робочою назвою «Серця чотирьох». У прокаті фільм піде під назвою «У стилі Jazz». Фільм був представлений у конкурсній програмі 18-го фестивалю «Вікно в Європу» проходить у Виборзі. Фільм отримав приз «Золота тура» у конкурсі «Виборзький рахунок». Прем'єра фільму планується на листопад 2010 року.